# Boaz e Jaquim

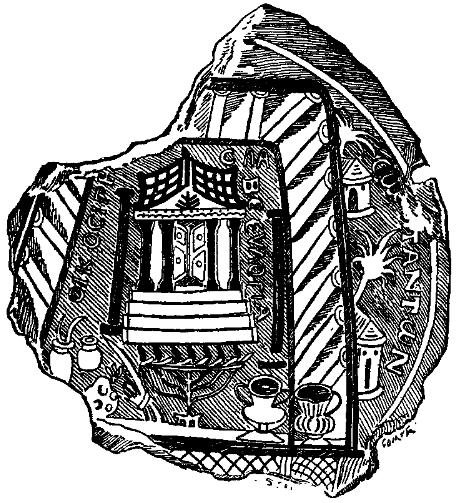
Imagem de uma tigela de vidro do século III que retrata o Templo de Salomão. Boaz e Jaquim são os pilares destacados a negro mostrada em ambos os lados dos degraus da entrada

Boaz e Jaquim (ou Booz) e (Iahin, Jachin ou Jackin) são duas colunas de cobre que ficavam à frente do Templo de Salomão, o primeiro Templo em Jerusalém. Outras versões da Bíblia referem a elas como de latão ou bronze [carece de fontes?]. O Período se refere à idade do Bronze.
Os nomes Boaz e Jaquim remetem a dois personagens do Velho Testamento. 

## Descrição
Ao visualizar o templo pelo lado de fora, a coluna Jaquim ficava à esquerda (lado norte), e a coluna Boaz à direita (lado sul). Os pilares tinham uma dimensão de quase 6 pés (1.8 m) de espessura e 27 pés (8,2 m) de altura. Os 2,4 m de altura da decoração do capitel suportavam a decoração de lírios de bronze. Foi originalmente descrito a partir da Bíblia, como côvado, que regista que os pilares tinham dezoito côvados (alto) e cerca de doze côvados ao redor, e oco, com 4 dedos de espessura. (Jeremias 52:21-22). Redes de "checkerwork" cobriam a tigela de cada capitel, decoradas com linhas de duzentas romãs, coberto com sete cadeias de cada um dos capitéis, e cobertas com lírios. (1 Reis 7:13-22, 41-42).

## Réplicas
A igreja românica de Santa Maria Maggiore em Tuscania, tem uma entrada ladeado por um par de colunas (em pedra) permanentes, destinados para evocar Boaz e Jaquim.

## Contextos derivados
- Em alguns templos maçônicos existem réplicas das colunas Boaz e Jaquim, em que se faz referência às letras B (Boaz) e J (Jaquim) nas respectivas colunas, porém tais réplicas podem variar dependendo dos seus ritos.[4]
- Algumas variantes da carta de Tarot Papisa retratam Boaz e Jaquim em posições 'invertidas', já que estão a ser visualizados a partir do interior do recinto.[carece de fontes?]
- Russell Hoban escreveu um livro intitulado The Lion of Boaz-Jachin and Jachin-Boaz, em 1973.
- Jakin, cidade incorporada do estado americano de Georgia, tem o seu nome a partir do pilar.[5]
- Na série anime Mobile Suit Gundam Seed o acesso à nação espacial Plant é guardado por asteroides-fortalezas chamados Boaz e Jachin.